# 은빛초등학교 (광주)
은빛초등학교는 대한민국 광주광역시 광산구에 있는 공립 초등학교이다.

## 학교 연혁
- 2014년 12월 : 혁신학교 지정
- 2015년 3월 1일 : 18학급(162명)으로 개교
- 2015년 3월 1일 : 초대 가명현 교장 부임
- 2015년 3월 2일 : 시업식 및 입학식
- 2015년 5월 1일 : 개교기념일 지정
- 2018년 1월 4일 :  제3회 졸업(157명) 누적 졸업생(421명)
- 2018년 3월 1일 : 46학급 편성(1068명)

## 참고 자료
- 은빛초등학교 - 한국교육학술정보원 학교알리미